# Rick Parashar
Rick Parashar (właśc. Rakesh Parashar; ur. 13 grudnia 1963 w Seattle, zm. 14 sierpnia 2014 tamże) – amerykański producent muzyczny, inżynier dźwięku i muzyk. Wraz z bratem Rayem utworzył w 1985 studio nagraniowe London Bridge Studio w Seattle. Oprócz komponowania muzyki, współpracował z wieloma artystami wywodzącymi się ze sceny Seattle – Alice in Chains, Brandi Carlile, Pearl Jam i supergrupą Temple of the Dog.
Parashar w swoim dorobku producenta muzycznego współpracował aktywnie również z wieloma artystami z całych Stanów Zjednoczonych. W 2001 wyprodukował album grupy 3 Doors Down Away from the Sun, a rok później Silver Side Up zespołu Nickelback, za który został nominowany do nagrody Grammy. Ponadto na swoim koncie miał współpracę między innymi z takimi wykonawcami jak Black Label Society, Blind Melon, Bon Jovi, Dinosaur Jr., Melissa Etheridge, Rob Zombie czy Zakk Wylde.
Oprócz produkcji i inżynierii, Parashar grał na fortepianie klasycznym oraz elektrycznym a także perkusji w utworach „Black” i „Jeremy” grupy Pearl Jam w 1991 i „Call Me a Dog”, „All Night Thing” oraz „Times of Trouble” Temple of the Dog.
Zmarł w swoim domu w Seattle 14 sierpnia w wieku 50 lat. Przyczyną zgonu była zatorowość płucna spowodowana przez zakrzep, który wytworzył się w skręconej kostce.

## Wybrane wyprodukowane albumy
- Lista zawiera wybrany zestaw[2].

- 1989 – Forced Entry – Uncertain Future
- 1991 – Temple of the Dog – Temple of the Dog
- 1991 – Pearl Jam – Ten
- 1992 – Alice in Chains – Sap
- 1992 – Blind Melon – Blind Melon
- 1992 – Love on Ince – Nude
- 1993 – Lost City – Watching You
- 1994 – Pride and Glory – Pride and Glory
- 1994 – Litfiba – Spirito
- 1995 – Sybil Vane – Sybil Vane
- 1995 – Into Another – Seemless
- 1996 – Super 8 – Super 8
- 1998 – Unwritten Law – Unwritten Law
- 1999 – Alice in Chains – Nothing Safe: Best of the Box
- 2000 – U.P.O. – No Pleasantries
- 2001 – Rob Zombie – The Sinister Urge
- 2001 – Default – The Fallout
- 2001 – Nickelback – Silver Side Up
- 2001 – Stereomud – Perfect Self
- 2001 – Anyone – Anyone
- 2002 – Epidemic - Epidemic
- 2002 – 3 Doors Down – Away from the Sun
- 2002 – Nickelback – Live at Home - wspólnie z Amber Cordero, Mike Sarkissian, Lewis Weinstein
- 2003 – Longview – Mercury
- 2004 – Melissa Etheridge – Lucky
- 2005 – Alex Lloyd – Alex Lloyd
- 2005 – Bon Jovi – Have a Nice Day[8]
- 2007 – Ugly – Ugly
- 2008 – 10 Years – Division
- 2009 – Black Label Society – Skullage
- 2009 – Juke Kartel – Nowhere Left to Hide
- 2014 – My Goodness – Shiver + Shake